# Bishopthorpe
Bishopthorpe – wieś w Anglii, w hrabstwie ceremonialnym North Yorkshire, w dystrykcie (unitary authority) York. Leży 5 km na południe od miasta York i 276 km na północ od Londynu. W 2001 miejscowość liczyła 3174 mieszkańców.